# Suberites distortus
Suberites distortus är en svampdjursart som beskrevs av Schmidt 1870. Suberites distortus ingår i släktet Suberites och familjen Suberitidae. Inga underarter finns listade i Catalogue of Life.